# Levko Lukjanenko
Levko Hryhorovyč Lukianenko (též Lukyanenko nebo Lukjanenko; 24. srpna 1928, Chrypivka, Černihivská oblast – 7. července 2018, Kyjev) byl ukrajinský politický a veřejný činitel, diplomat, spisovatel, právník a sovětský disident, člen národně osvobozeneckého hnutí Ukrajiny. Spoluzakladatel a aktivní člen Ukrajinské Helsinské skupiny, předseda Ukrajinského helsinského svazu, jeden z organizátorů Ukrajinského svazu dělníků a rolníků. Spoluautor Deklarace o státní suverenitě Ukrajiny, autor Aktu o vyhlášení nezávislosti Ukrajiny. Zakladatel a první předseda Ukrajinské republikánské strany. Jako kandidát na prezidenta Ukrajiny ve volbách v roce 1991 obsadil 3. místo. Získal 1 432 556 hlasů, tj. 4,49 %. Poslanec Parlamentu Ukrajiny po tři volební období. Čestný doktor práv na University of Alberta, Kanada (1993). Vedoucí Ukrajinské asociace badatelů o holodomoru na Ukrajině (1998). Hrdina Ukrajiny (2005). Laureát Národní ceny Tarase Ševčenka za rok 2016. Rytíř Řádu knížete Jaroslava Moudrého V. stupně, rytíř Řádu svobody (2016).
Kvůli svému přesvědčení o potřebě odtržení Ukrajiny od Sovětského svazu a o její nezávislosti byl jako „nebezpečný recidivista“ poslán do cely smrti a odsouzen k nejvyššímu trestu – popravě. Později byla poprava nahrazena patnáctiletým trestem odnětí svobody. Politický vězeň SSSR. Byl dvakrát vězněn (1961–1976, 1977–1988) a v pracovních táborech a ve vyhnanství strávil 27 let.

## Život

### Mládí
Levko Lukianenko se narodil 24. srpna 1928 ve vesnici Chrypivka v Horodeňském kraji ve venkovské rodině. Oba rodiče pocházeli z rodů ukrajinských kozáků. Vyrůstal se dvěma bratry a sestrou. Hladomor v letech 1932–1933 přežili díky otci, kterému se podařilo ukrýt brambory před rudými komisaři. Otec i matka byli ukrajinští vlastenci a dbali na vzdělání dětí. Během druhé světové války v roce 1944 byl ve svých 15 letech odveden do sovětské armády, protože nemohl doložit datum narození (odvedeni byli chlapci narození roku 1927 a starší). V armádě sloužil do roku 1949 v Rakousku a poté jako velitel motocyklové čety do roku 1953 na Kavkaze (města Ordžonikidze a Nachičevan). V Rakousku pozoroval příjezd ukrajinské pšenice do Baden bei Wien, což mu připomnělo odvoz obilí z Ukrajiny, když málem zemřel hlady ve 30. letech během holodomoru. Tato událost přiměla Lukianenka bojovat za nezávislou Ukrajinu po vzoru středověkého kozáckého vůdce Severyna Nalyvaika († 1597).
V roce 1953 Lukianenko ukončil večerní důstojnickou školu a zapsal se na právnickou fakultu Moskevské státní univerzity a vstoupil do Komunistické strany Sovětského svazu. Později tvrdil, že do KSSS vstoupil jen proto, „aby udělal pro Ukrajinu to nejlepší“. Na univerzitě mu říkali chochol, což je neuctivé ruské etnické označení pro Ukrajince. Roku 1954 se oženil. Brzy po ukončení studia v roce 1958 byl Lukianenko jako propagandista výboru komunistické strany poslán do oblasti Radechivu. Lukianenko tvrdil, že po 20. sjezdu v roce 1956 své stranické aktivity utlumil a „přestal předstírat, že je členem strany“. Při četných cestách na venkov byl svědkem násilné kolektivizace a ničení celých vesnic.

### Disidentská činnost
V roce 1959, v době chruščovovského tání, odešel z výboru KSSS a vstoupil do advokacie. Našel podobně smýšlející disidenty a spolu s Ivanem Kandybou a dalšími organizoval v Hlyňanech podzemní hnutí Ukrajinský svaz dělníků a rolníků. Na prvním společném zasedání ve Lvově 7. listopadu 1960 byl zformulován velmi radikální program prosazující demokratická práva a svobody. Lukianenko hájil právo na odtržení Ukrajiny od zbytku Sovětského svazu, které mu teoreticky přiznávala sovětská ústava z roku 1936 (články 17 a 125).
V květnu 1961 byli členové hnutí zatčeni, Lukianenko byl vyloučen ze strany a odsouzen lvovským oblastním soudem k trestu smrti za separatismus, „podkopávání důvěryhodnosti KSSS a hanobení teorie marxismu-leninismu“. Po 72 dnech v cele smrti mu byl trest změněn na 15 let vězeňského tábora. Lukianenko si trest odpykával nejprve v Mordovii (Dubravlag, OLP č. 10, v Sosnovce, Zubovsko-poljanský okres). Do pracovních táborů tehdy soudy poslaly velké množství liberálních intelektuálů a umělců z generace 60. let, která měla blízko k Beat generation na Západě. Vězni protestovali a dožadovali se dodržování zákonů a proto vedení táborů asi 500 nejaktivnějších přemístilo do táborů v Permské oblasti. Tři iniciátoři protestů, včetně Lukianenka, dostali zpřísněný trest ve Vladimirské ústřední věznici, nechvalně proslulé svou brutalitou.
Brzy po propuštění v roce 1976 se přestěhoval do Černihivu a stal se zakládajícím členem Ukrajinské Helsinské skupiny. Napsal dopis účastníkům Bělehradské konference (4. října 1977 – 8. března 1978) a požadoval ukončení politické diskriminace Ukrajinců a právo na emigraci. V roce 1977 byl znovu zatčen a Černihivským oblastním soudem odsouzen k 10 letům tábora a 5 letům vnitřního vyhnanství za „protisovětskou agitaci a propagandu“. Jako recidivista byl odeslán do tábora se zpřísněným režimem v Sosnovce v Permské oblasti a roku 1980 přemístěn do speciální věznice v Kučinu. Roku 1986 ho měsíc vyslýchala KGB v Černihivu a v prosinci 1987 byl vypovězen do vyhnanství v Berezivce v Tomském regionu na Sibiři.
V roce 1988 byl během tzv. perestrojky Michaila Gorbačova propuštěn z vězení. Odmítl emigrovat, což bylo podmínkou jeho propuštění, ale přesto byl v listopadu 1988 osvobozen a počátkem roku 1989 se vrátil na Ukrajinu. Ve vězení celkem strávil 27 let, z toho 450 dní na samotce.

### Politická kariéra
Již roku 1988 byl v nepřítomnosti zvolen předsedou Ukrajinské helsinské unie, která navázala na činnost Ukrajinské Helsinské skupiny. V březnu 1990 byl Lukianenko zvolen poslancem Nejvyšší rady (ukrajinského parlamentu). Byl členem komise pro legislativu a zákonnost, místopředsedou Lidové rady. Následující měsíc se stal předsedou nově založené Ukrajinské republikánské strany, která byla následnicí Ukrajinské helsinské unie. Byl spoluautorem Deklarace o státní suverenitě Ukrajiny a po pokusu sovětských komunistů o státní puč ve dnech 19–21. srpna 1990 byl autorem Deklarace nezávislosti Ukrajiny, kterou schválil ukrajinský parlament 24. srpna 1990. V ukrajinských prezidentských volbách v roce 1991 skončil Lukianenko se ziskem 4,5 % hlasů na třetím místě za Leonidem Kravčukem a Vjačeslavem Čornovilem. Svou prezidentskou kampaň využil k agitaci pro nezávislost Ukrajiny, protože referendum se konalo současně s prezidentskou volbou.
Od května 1992 byl Lukianenko prvním ukrajinským velvyslancem v Kanadě, ala na protest proti vládní politice v listopadu 1993 na post rezignoval. Čestný doktor práv University of Alberta (1993).
Po návratu na Ukrajinu pokračoval Lukianenko v politické kariéře. Kromě částečného mandátu poslance Nejvyšší rady Ukrajiny z prvního volebního období (1990–92) byl poslancem i v druhém (1994–1998 za 68. volební obvod, kde zastupoval město Novovolynsk.), čtvrtém (2002–6) a pátém volebním období (2006–7, 15. června 2007 se na vlastní žádost vzdal mandátu). V letech 2002 a 2006 byl zvolen poslancem v rámci Bloku Julije Tymošenkové, jehož součástí byla mimo jiné i strana Ukrajinští republikáni. V mimořádných parlamentních volbách v roce 2007 už pro svůj vysoký věk nekandidoval, ale zůstal aktivní v různých veřejných organizacích. Během ukrajinských parlamentních voleb v roce 1998 byla jeho Ukrajinská republikánská strana spolu s Kongresem ukrajinských nacionalistů a Ukrajinskou konzervativní republikánskou stranou součástí volebního bloku „Národní fronta“ a on vedl volební listinu této aliance. Národní fronta nepřekonala 4% volební bariéru a Lukianenko nebyl zvolen do Nejvyšší rady.
Byl členem Výboru pro legislativní podporu svobody slova a masmédií. Od roku 1998 byl předsedou Ukrajinského sdružení výzkumníků hladomoru na Ukrajině. Předseda ukrajinských členů Světové ligy za svobodu a demokracii; člen speciální Rady veřejné iniciativy „Fórum národní spásy“ (od února 2001); člen redakční komise, zástupce Občanského výboru na ochranu ústavy.
19. dubna 2005 byl ukrajinským prezidentem Viktorem Juščenkem vyznamenán titulem Hrdina Ukrajiny.
V roce 2006 a po přestávce opět v roce 2010 byl Lukianenko zvolen předsedou Ukrajinské republikánské strany. Na předsednictví rezignoval roku 2013.
Levko Lukianenko byl vyznamenán Řádem knížete Jaroslava Moudrého V. třídy (2007), Čestnou medailí prezidenta Ukrajiny (Řád za zásluhy III. třídy, 1992), medailí svatého Volodymyra „Pro bojovníky za svobodu Ukrajiny“ (1991). V roce 2016 byla Lukianenkovi udělena Ševčenkova národní cena za třináctidílné souborné dílo Шлях до відродження (The Way to Revival). Je čestným občanem měst Ternopil, Hlyňany a Černihivské oblasti na Ukrajině a jeho jméno nese řada ulic a pamětních míst.
Po napadení Ukrajiny Ruskem roku 2014 byl Levko Lukianenko zastáncem myšlenky, že je třeba pokračovat v hospodářských sankcích proti Rusku, dokud nebude ekonomicky zničeno, a také podporovat národy zotročené Ruskem, aby došlo k jeho zhroucení.
Lukyaněnko byl ženatý s Nadijou Buhajevskou (* 1943); manželé neměli děti.
Zemřel 7. července 2018 na infarkt v kyjevské nemocnici kde se léčil na leukémii. 10. července 2018 byl pohřben na kyjevském Bajkovském hřbitově. Ukrajinský prezident Petro Porošenko se zúčastnil jeho pohřbu v kyjevské katedrále svatého Vladimíra a smuteční obřad vedla hlava Ukrajinské pravoslavné církve Kyjevského patriarchátu patriarcha Filaret.

### Literární dílo
- „Confession in the death chamber“ (1991)
- „For Ukraine, for her will...“ (1991)
- „I believe in God and Ukraine“ (1991)
- „I will not let Ukraine perish“ (1994)
- „Birth of a new era“ (1997)
- „On the land of the maple leaf“ (1998)
- „Carriage Ivan Vasyliovych“ (1998)
- „Marshal Zhukov and Ukrainians in World War II“ (2000)
- „National Idea and National Will“ (2003)

### Kontroverze
Lukianěnko byl v ukrajinských nacionalistických kruzích vysoce ceněn pro svou osobní odvahu při prosazování ukrajinské nezávislosti a nekompromisní postoj při obraně Ukrajiny a zájmů etnických Ukrajinců.
V pozdějších letech byl však Lukianěnko tvrdě kritizován za řadu xenofobních výroků a za úzké vazby na kyjevskou Meziregionální akademii personálního řízení (MAUP). MAUP, která vydala řadu Lukianenkových prací, byla považována za jednu z nejvytrvalejších antisemitských institucí ve východní Evropě a vydala velkou část xenofobní literatury kolující na Ukrajině.